# مقاطعة كلمار
مقاطعة كلمار هي مقاطعة (ولاية) في الجنوب الشرقي للسويد تحدها مقاطعات كرونوبيرج محافظة كرونوبري يونشوبينغ محافظة يونشوبينغ بليكينغ بليكينج وأوسترغوتلاند أوسترغوتلاند، وإلى الشرق من كلمار في بحر البلطيق تقع جزيرة غوتلاند غوتلاند، طبعاً تعتبر هذه التقسيمات ادارية أما جغرافياً فتغطي مقاطعة كلمار الجزء الشرقي من منطقة سمولاند سمولاند وكامل جزيرة اولاند أولاند.

## الثقافة
تم إدراج عدد كبير من المواقع ضمن مقاطعة كلمار على لائحة التراث العالمي الخاصة بمنظمة اليونسكو وبخاصة في الجزء الجنوبي من جزيرة اولاند أولاند والمعروف باسم ستورا ألفاريت Stora Alvaret والذي يضم عدة مواقع أثرية لعصور ما قبل التاريخ وقلاع ومناطق طبيعية

## الإدارة
كانت مقاطعة كلمار مندمجة بمقاطعة كرونبيرج حتى عام 1672 كما كانت منطقة بليكينج جزءً من مقاطعة كلمار بين عامي 1680-1683 وكان ذلك بسبب إنشاء قاعدة بحرية في كارلسكيرونا.
تعتبر مدينة كلمار هي المقر الرسمي لإقامة حاكم المقاطعة، ويعتبر الحاكم رئيساً تنفيذياً لمجلس المقاطعة والذي يعتبر وكالة حكومية تدير شؤون المقاطعة.
الحاكم الحالي هو ستيفان كارلسون ، إنظر لقائمة حكام كلمار .
منذ عام 1997 تتعاون البلديات مع مجلس المقاطعة من خلال المجلس الإقليمي لمقاطعة كلمار ويمثل المجلس الإقليمي مصالح البلديات في القضايا النمو الإقليمي، وينسق تخطيط البنية التحتية، والتعليم العالي، والقضايا الثقافية المشتركة ويدير منح الاتحاد الأوروبي الحكومية.

## البلديات

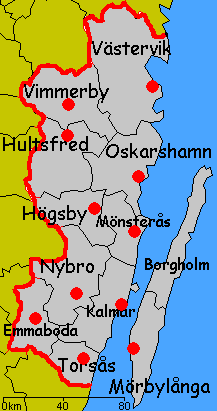
Map of municipalities

في البر الرئيسي:
- Emmaboda ايمبودا
- Hultsfred هولتسفرد
- Högsby هوغسبي
- Kalmar كالمار
- Mönsterås مونستروس
- Nybro نيبرو
- Oskarshamn اوسكارشامن
- Torsås تورسوس
- Vimmerby فيمربي
- Västervik فاسترفيك

في جزيرة أولاند:
- Borgholm بورغهولم
- Mörbylånga موربي لونغا

## قائمة حكامكلمار
هذه قائمة حكام ل مقاطعة كلمار في السويد، من عام 1634 حتى الوقت الحاضر.
- يسبر أندرسون 1634-1637
- كونراد فون فالكنبرج 1645- 1637
- غابرييل 1645-1655
- غوران اريكسون 1655-1656
- كارل فيليب فون كيس 1656-1661
- كلايس بيرسون 1661-1664
- غوستاف 1664-1666
- بيدير بيرسون 1666-1671
- موريتز بوسي 1671-1674
- كونراد 1674-1677
- هنريك فون Vicken (1677-1679)
- هانز جورج مورنر (1679-1680)
- هانز (1680-1683
- هانز (1683-1694
- كارل l 1694-1695
- راينولد (1701-1709)
- آدم كارل دي لا (1709-1711)
- غابرييل (1711-1721)
- جورج فيلهلم فليتوود (1721-1728)
- غوستاف فون (1728-1734)
- جورج فون هولشتاين (1734-1754)
- نيلس (1755-1757)
- كارل جوستاف (1757-1774)
- كارل (1774-1781)
- لارس فريدريك (1781-1788)
- فريدريك فون كولر (1788-1790)
- ميكائيل (1790-1810)
- يوهان جورج دو لا غرانج (1810-1822)
- غوستاف بيتر (1822-1839)
- جاكوب أوغوست فون (1839-1840)
- كلايس أولريك (1840-1852)
- كنوت إريك (1852-1873)
- غوستاف جاكوب (1873-1888)
- فيكتور لينارت (1888-1896)
- كارل أدولف (1896-1903)
- كونراد (1903-1917)
- جون اللاعب فولك (1917-1938)
- أرفيد ليدن (1938-1947)
- روبن (1947-1958)
- ايفار بيرسون (1959-1967)
- إريك (1968-1981)
- اريك (1981-1996)
- أنيتا (1996-2002)
- سفين ليندغرين (2002-2011)
- ستيفان كارلسون (2012 إلى الوقت الحاضر)

## وصلات خارجية
- المجلس الإداري لمقاطعة كلمار
- المجلس الإقليمي لمقاطعة كلمار
- مجلس مقاطعة كلمار
- جامعة كلمار نسخة محفوظة 2 يناير 2006 على موقع واي باك مشين.
- الفنادق في كلمار

قالب:شريط lamsstyrelsen